# Rušilec
Rušílec je hitra, okretna vojna ladja z veliko vzdržljivostjo, namenjena spremljanju večjih ladij v floti, konvoju ali bojni skupini ali za njihovo obrambo pred močnimi napadalci kratkega dosega. Je manjših dimenzij od križarke in večjih od fregate.

### Navedki
1. ↑  Gove p. 2412